# Contea di Carter (Montana)
La contea di Carter (in inglese Carter County) è una contea del Montana. Il suo capoluogo amministrativo è Ekalaka.

## Geografia fisica
La contea si trova nell'angolo sud-est dello Stato, al confine con Dakota del Sud e Wyoming. La contea ha un'area di 8.672 km² di cui lo 0,26% è coperto d'acqua. Nella contea si trova parte della Foresta nazionale di Custer.

### Contee confinanti
- Contea di Fallon - nord
- Contea di Harding (Dakota del Sud) - est
- Contea di Butte (Dakota del Sud) - sud-est
- Contea di Crook (Wyoming) - sud
- Contea di Powder River - ovest
- Contea di Custer - nord-ovest

### Evoluzione demografica

Situazione demografica

## Città principali
- Ekalaka (capoluogo) - town
- Alzada - cdp

## Strade principali
- U.S. Route 212

## Musei
- Carter County Museum, su cartercountymuseum-ekalaka.org. URL consultato il 28 aprile 2007 (archiviato dall'url originale il 10 giugno 2007).